# دانشگاه واشینگتن مرکزی
دانشگاه واشینگتن مرکزی (به انگلیسی: Central Washington University)، یک دانشگاه معتبر چهارساله می‌باشد که در النزبرگ در واشینگتن واقع می‌باشد و همچنین دارای شش شعبه در دیگر نقاط واشینگتن می‌باشد.
محل دانشگاه توسط دولت محلی به دلیل انتخاب نشده شهر به عنوان مرکز ایالت، یعنی شهر «النزبرگ» انتخاب گردید.
در اواخر قرن نوزدهم دانشگاه جهت تربیت معلم تأسیس گردید و هنوز هم در این زمینه دارای فعالیت‌های اساسی و عمده‌ای می‌باشد.